# Joke Schauvliege

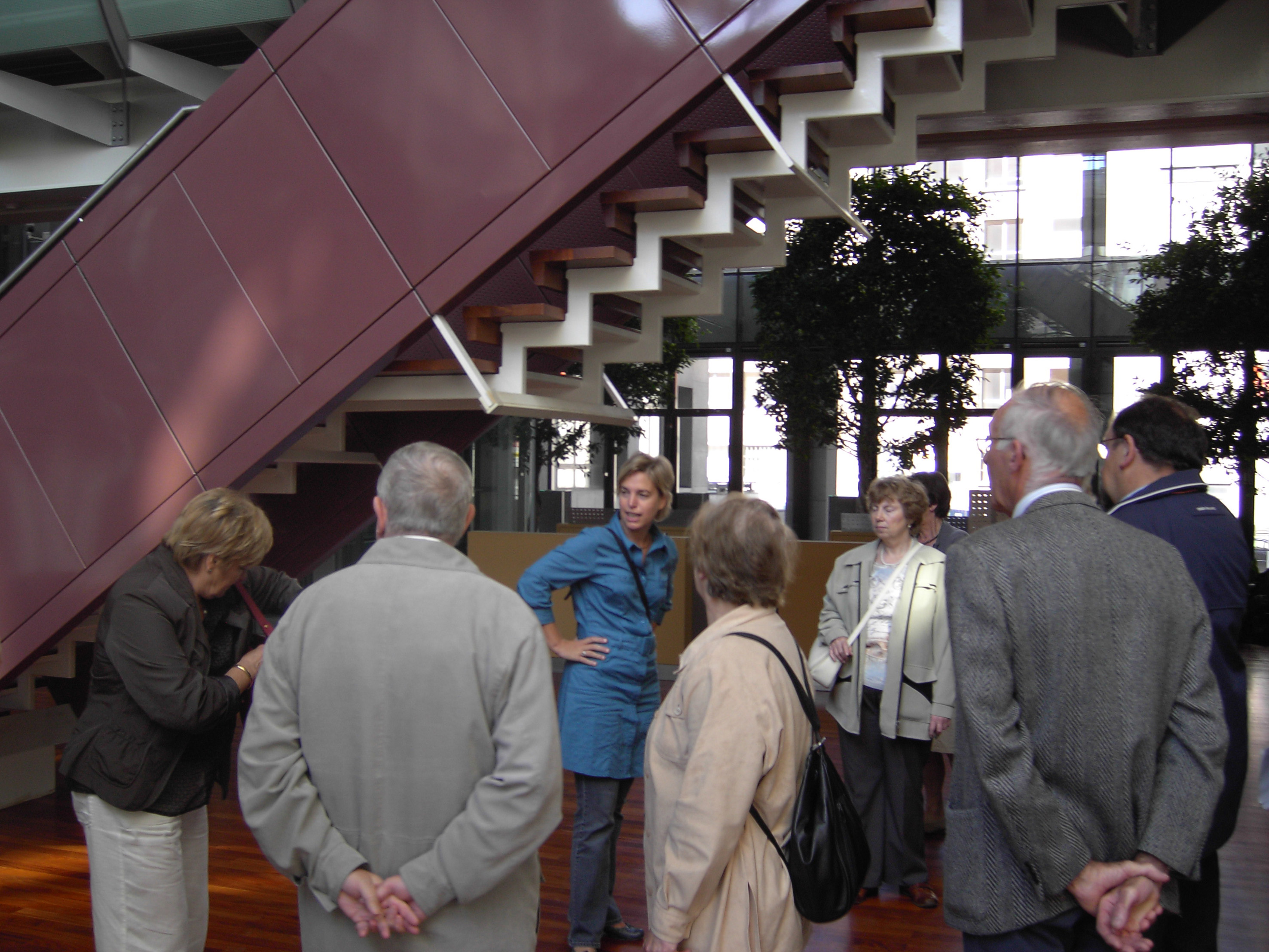
Joke Schauvliege (en bleu)

Joke M.C.A. Schauvliege, née le 16 mars 1970 à Gand est une femme politique belge flamande, membre du CD&V.

## Carrière
Après des études secondaires à Notre-Dame de la Visitation (Onze-Lieve-Vrouw Visitatie) à Gand, elle fait ses études de droit à l'Université d'État de Gand (aujourd'hui Université de Gand) et elle exerce pendant dix ans la profession d'avocate au barreau de Gand.
En 1994 elle est la plus jeune conseillère communale d'Evergem. Elle est membre des jeunes travailleuses catholiques (VKAJ, équivalent flamand de la JOCF) et de plusieurs autres associations. En 1999, elle est élue députée fédérale à la Chambre. C'est une période difficile pour ce qui est alors le CVP, relégué sur les bancs de l'opposition. Lors des élections de 2003, elle obtient un score personnel honorable, mais insuffisant pour obtenir un siège au parlement.
En 2004, elle migre vers le niveau flamand, devenant au sein du parlement flamand membre de la commission de l'environnement et l'aménagement du territoire. Au CD&V, elle passe pour une spécialiste en matière d'aménagement du territoire. Elle est également vice-présidente du groupe CD&V au parlement flamand.
Depuis le 2 janvier 2007, elle dispose d'un mandat exécutif local. Dans sa commune d'Evergem, elle est échevine chargée de l'aménagement du territoire, de la politique de la jeunesse, du tourisme et de la protection de la nature. Depuis 2008, elle est vice-présidente nationale du CD&V.
Aux élections régionales de 2009, elle obtient 51 810 voies de préférence, le chiffre le plus élevé pour la Flandre-Orientale. Un score personnel aussi élevé lui vaut en juillet 2009 le poste de ministre de l'Environnement, de la Nature et de la Culture dans le nouveau gouvernement flamand Peeters II.
Au lendemain de sa désignation elle avoue manquer d'affinités avec les questions culturelles et que sa dernière expérience avec les arts de la scène a été d'assister à une représentation faite par un groupe de théâtre amateur à Evergem il y a six mois. Tom Lanoye et Luc Coorevits, entre autres, ont trouvé cela inacceptable. L'Union des organisations pour les arts de l'image (VOBK), Pol Corthouts de la Conférence des organisations artistiques et le directeur artistique du KVS Jan Goossens ont réagi avec plus de mesure et se sont montrés davantage confiants vis-à-vis de la ministre récemment nommée. À l'occasion de son entretien avec Linda De Win, dans l'émission Villa Politica du 15 juillet la nouvelle ministre a demandé qu'on lui laissât un délai de cent jours pour organiser son travail.

Le 5 février 2019, elle démissionne de sa charge de ministre de l'Environnement, de la Nature et de l'Agriculture à la suite de la polémique qu'elle a elle-même lancée en affirmant faussement tenir de la Sûreté de l'État (le service de renseignement civil belge) que les marches pour le climat se déroulant début janvier 2019 en Belgique étaient le fruit d’un complot.
Elle est mariée avec Peter Colpaert. Le couple a deux enfants. Elle habite à Ertvelde, une section de la commune d'Evergem.

## Fonctions politiques
- Vice-présidente du CD&V (2008-)
- Conseillère communale à Evergem (1995-)
- Échevine à Evergem (2007-)
- Députée fédérale (1999-2003)
- Députée au Parlement flamand du 6 juillet 2004 au 11 juillet 2009
- Ministre flamande de l'Environnement, de la Nature et de la Culture (2009-2014)
- Ministre flamande de l'Environnement, de l'Agriculture et de l'Aménagement du Territoire (2014-2019)

## Décoration
- Grand officier de l'ordre de Léopold (2024)[3].

## Référence de traduction
- (nl) Cet article est partiellement ou en totalité issu de l’article de Wikipédia en néerlandais intitulé « Joke Schauvliege » (voir la liste des auteurs).